# Bohumiljania humboldti
Bohumiljania humboldti is een keversoort uit de familie bladkevers (Chrysomelidae). De wetenschappelijke naam van de soort werd in 2005 gepubliceerd door Jolivet, Verma & Mille.